# Rosamonte
Rosamonte (укр. Росамонте) — аргентинська компанія — виробник єрба-мате, є одним із найбільших виробників мате в Аргентині та найбільших експортерів у світі. Заснована 1936 року сином українських емігрантів Дмитром Гренюком та його дружиною Каталіною Федорак.

## Історія
1936 року Дмитро (Деметріо) Гренюк, син українських емігрантів до Аргентини, разом зі своєю дружиною Каталіною Федорак створили сімейне підприємство Rosamonte, яке у перші роки існування було зосереджене на садінні, зборі та сушці чаю єрба-мате. Своєю справою подружжя займалося у місті Апостолес провінції Місьйонес — цю територію активно освоювали українські емігранти першої хвилі.
1966 року Гренюки купили перший млин та почали продавати роздроблену єрба-мате під торговою маркою Rosamonte. Згодом сімейство закупило рогату худобу і домовилося про постачання яловичини у Сполученні Штати, а частину полів засіяло злаками.
У 1970-х роках компанією почали керувати сини Дмитра та Каталіни — Роман (Рамон) та Луїс Гренюки, періодично їм в управлінні допомагали брат Хуан та молодші сестри. Роман активно використовував рекламу для просування бренду, зокрема спонсурував футбольні клуби та гоночні команди. Він доклав багато зусиль дослідженню, аби вдосконалити виробництво. Так, він встановив службу аналізу атмосфери, аби мати точну інформацію про вологість ґрунту, повітря та кількість дощу та сонця — усіх важливих елементів для вирощування єрба-мате. Для цього компанія найняла професіоналів, які закінчили університети Місіонеса.
З часом Rosamonte почала займатися вирощуванням чаю, аквакультурою, лісовим господарством та виробництвом холодильників для м'яса та риби під назвою Don Demetrio.
2016 року компанія відкрила онлайн-магазин Tienda Rosamonte. Станом на 2016 рік Rosamonte вважають п'ятим найбільшим підприємством Аргентини за обсягом продажів єрба-мате та одним із найбільших світових експортерів цього напою: продукцію Rosamonte постачають в США, Іспанію, Італію, Чилі, Японію, Польщу та інші країни. Близько 60 % виробленого мате продають в Аргентині, інше — на експорт. Щоденно компанія виробляє 100 тисяч кілограмів мате і щорічно — 6 млн кг риби паку.
2019 року Роман Гренюк помер, компанією продовжують керувати його брати та сестри.
Допоки в місті Ельдорадо не з'явилася взуттєва фабрика Dass, Rosamonte було найбільшим підприємством за кількістю працівників у провінції Місьйонес. Станом на 2020 рік компанія надає роботу близько 1200 сім'ям.
Rosamonte стала першою компанією, яка отримала сертифікацію Rainforest Alliance на свою продукцію єрби-мате та чай, що відзначило їхні сільськогосподарські методи та вплив на навколишнє середовище. Мате та свіжа риба паку продукції Rosamonte були рекомендовані Організацією кардіологів Аргентини.

## Спонсорська діяльність
Під час керування Rosamonte Романом Гренюком, який був затятим любителем футболу та автоспорту, компанія неодноразово спонсорувала різні футбольні клуби та змагання. Так, у 1991—1994 роках Rosamonte спонсорували футбольний клуб Racing de Avellaneda, у 1991—1992-х — Belgrano de Córdoba, у 1993—1995-х — «Чакаріта Хуніорс». Окрім футболу, компанія допомогла відремонтувати автодром «Посадас» і зробила його одним із головних гоночних майданчиків у Аргентині, зараз він названий на честь компанії — Autódromo Rosamonte. Компанія має власну гоночну команду Rosamonte Racing Team.

### Club Deportivo Rosamonte
У квітні 1981 року в Апостолесі створили футбольний клуб Social y Deportivo Centinela — команду поліціянтів міста. З часом він почав представляти компанію Rosamonte і в квітні 1992 року перейменований на Club Deportivo Rosamonte. Форма гравців клубу має ті ж кольори, що і логотип компанії: червоний та чорний. Клуб грає у регіональній лізі Апостолеса.
У 1994—1995 роках клуб дійшов до фіналу Торнео дель Інтер'єр, на той момент третього дивізіону аргентинського футболу. 1998 року команда змінила свою назву на Club Deportivo Yerbatero, а 2011 року — на Rosamonte. У період з 2012 по 2014 рік команда була тричі чемпіоном в Апостолесі та два рази чемпіоном у провінції Місіонес.

## Rosamonte та Україна

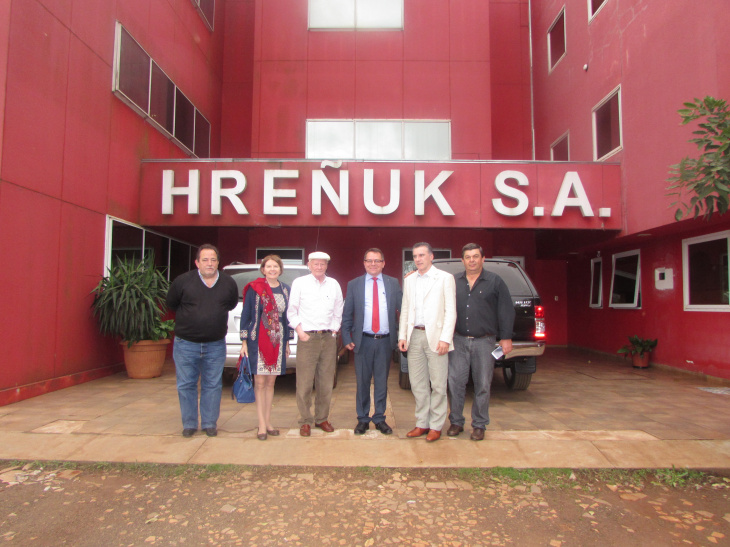
Посол України в Аргентині та директор Rosamonte Роман Гренюк на фабриці Hreñuk S.A., 2016 рік

Засновник компанії Дмитро (Деметріо) Гренюк — син українських емігрантів Івана (Хуана) Гренюка та Евдосії Скромеди, які прибули до Аргентини 1901 року з села Хотимир Івано-Франківської області.
1995 року його син та директор Rosamonte Роман Гренюк відвідав село Хотимир — батьківщину бабці та діда. Під час тієї ж поїздки з його ініціативи було встановлено партнерські відносини між Тернопільською областю та провінцією Місьйонес (Угода про співробітництво між Тернопільською областю України та провінцією Місьйонес Аргентинської Республіки від 14.09.1995).
2 вересня 2016 року Посол України в Аргентині Юрій Дюдін перебував у Апостолесі та відвідав підприємства, що належать до промислової групи «Гренюк С. А.». У ході зустрічі з власником компанії Романом Гренюком Юрій Дюдін висловив задоволення тим фактом, що одна з найбільших та найвідоміших у країні компаній — виробників мате Rosamonte належить нащадкам українських переселенців, які прибули до Аргентини на початку ХХ сторіччя.
Пізніше, 2017 року, було підписано Меморандум про наміри щодо встановлення партнерської співпраці між містами Тернопіль та Апостолес (провінція Місьйонес).

## Галерея

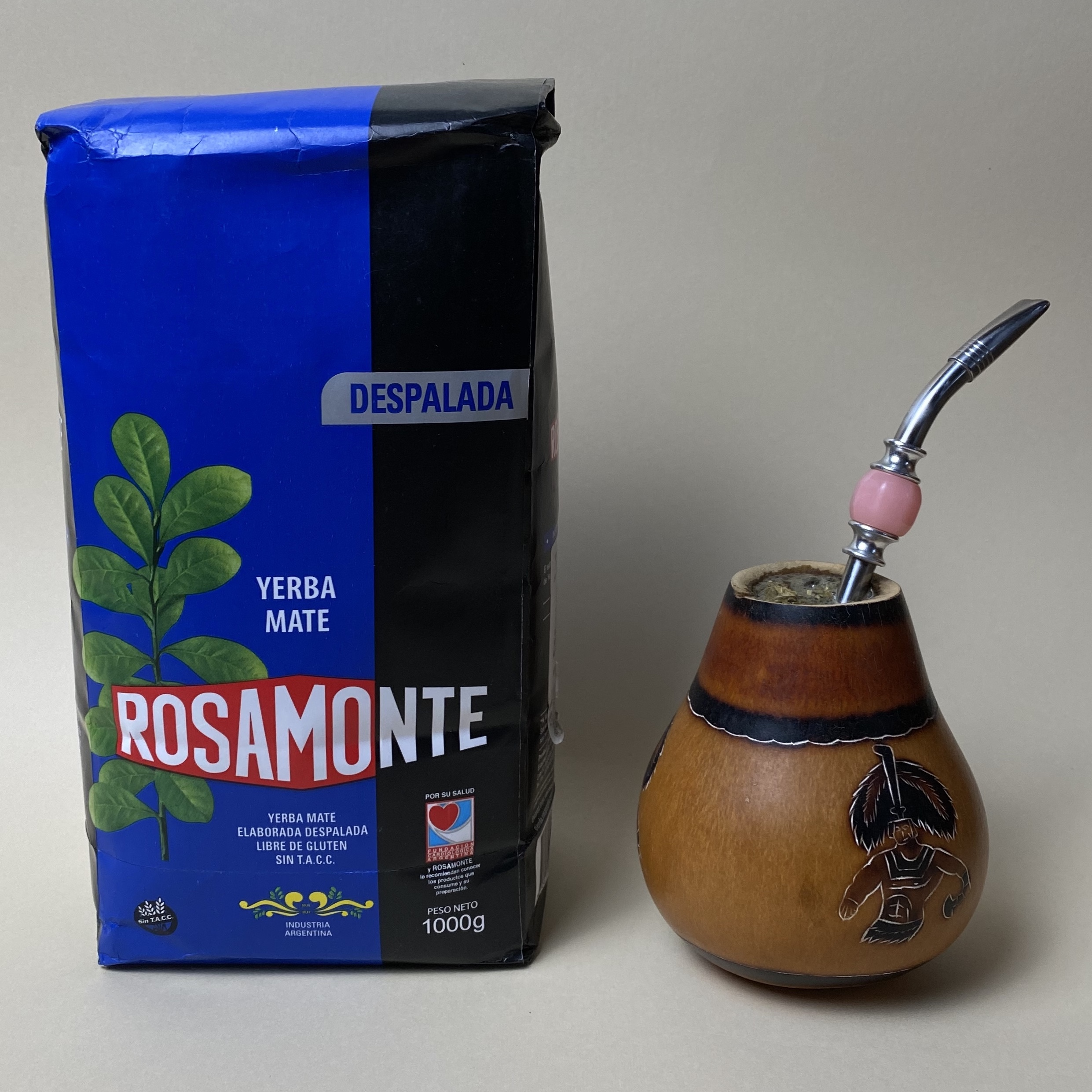
Упаковка єрба-мате Rosamonte, калабас та бомбілья
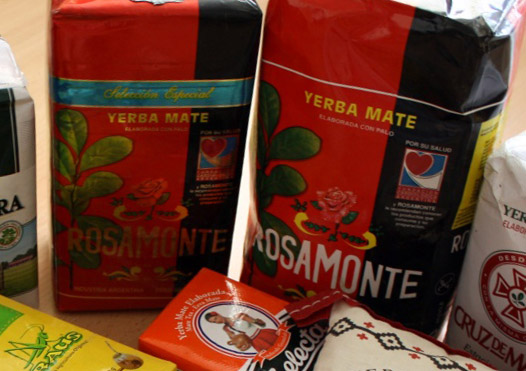
Єрба-мате
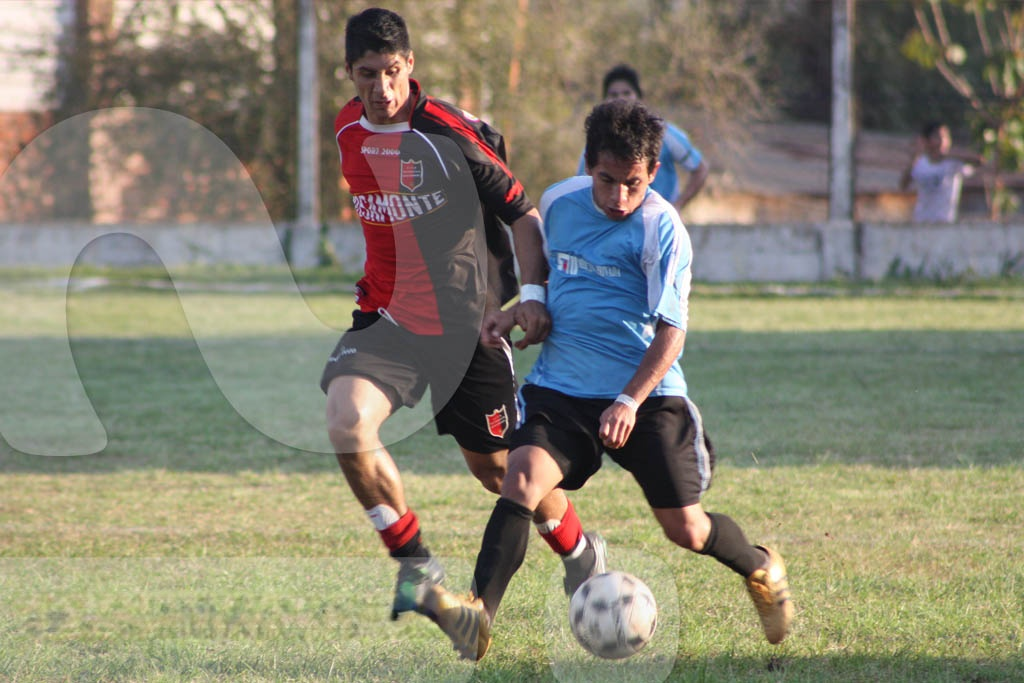
Футбольна команда Rosamonte